# Special A
S · A: Special A (jap. S·A(スペシャル·エー) S·A (Supesharu Ē)) – manga autorstwa Maki Minami, znana również jako Special A lub S.A. Seria początkowo ukazywała się w dwumiesięczniku The Hana to Yume. W roku 2004 została przeniesiona do dwutygodnika Hana to Yume. Łącznie składa się z 99 rozdziałów, ostatni został wydany 19 marca 2009.
Special A zostało zlicencjonowane przez Viz Media w Północnej Ameryce i przez Madman Entertainment w Australii i Nowej Zelandii. Seria była licencjonowana również w Niemczech, we Włoszech, w Indonezji i Singapurze.
W 2007, magazyn Hana to Yume ogłosił, że zostanie stworzone 24-odcinkowe anime na podstawie mangi Special A, którego animacją zajmą się studia Gonzo i AIC.

## Fabuła
Hakusenkan to jedna z najlepszych szkół w prefekturze, której klasy są podzielone na od A (najlepszej) do F (najgorszej) pod względem ocen. Hikari Hanazono to uczennica elitarnej klasy specjalnej A, lecz zawsze zajmująca drugie miejsce (zaraz po Kei Takishimie), co bardzo ją nie satysfakcjonowało. Już w wieku sześciu lat rywalizowała z Kei i wyzwała go na "pojedynek" w wrestlingu (był to ulubiony sport jej ojca). Myśląc, że jest najlepsza w tej sztuce walki, uważała, że z łatwością pokona przeciwnika, lecz stało się wręcz przeciwnie. Od tej pory przyrzekła, że kiedyś na pewno wygra z chłopakiem w jakiejś konkurencji. Aby dotrzymać danego słowa, zapisywała się do tych samych szkół co Kei od podstawówki, lecz zawsze była druga. Przez swoją ambicję dziewczyna kompletnie nie zauważała, że jej przeciwnik jest w niej zakochany.